# Antonio Vila Macías
Luis Antonio Vila Macías (n. 1898) fue un dibujante, pintor, político y sindicalista español.

## Biografía
Nació en Sevilla el 18 de marzo de 1898. Fue pintor, delineante y dibujante de profesión. Miembro del PSOE y de la UGT, durante el periodo de la Segunda República trabajó para la Diputación provincial de Sevilla y la Delegación regional del Trabajo. También ejerció como presidente de los Jurados Mixtos de Sevilla. Llegó a estar encarcelado algún tiempo por su implicación en los hechos revolucionarios de 1934. Tras el estallido de la Guerra civil logró huir a zona republicana, uniéndose al batallón «16 de febrero». Durante la contienda llegó a ser comisario político de la 52.ª Brigada Mixta y del frente Sur. Posteriormente estaría destinado en el tribunal permanente del Ejército del Ebro. 
Tras el final de la contienda se exilió en Francia, instalándose poco después en México.